# Ezcaray
Ezcaray es un municipio y localidad española del oeste de la comunidad autónoma de La Rioja. Perteneciente a La Rioja Alta y a la comarca de Ezcaray. Cuenta con una población de 2098 habitantes (INE 2024). Se ubica en un valle en la vertiente norte del sistema Ibérico y su actividad económica está enfocada en el turismo rural y los deportes de invierno debido a la cercana estación de esquí de Valdezcaray.

## Toponimia
Al igual que otros muchos topónimos de La Rioja, el nombre de la localidad proviene del euskera, en concreto del término haitz-garai. De (h)aitz que significa 'peña' y garai cuya traducción es 'alto/a'. Esta denominación de Peña alta se referiría posiblemente a la peña de San Torcuato, bajo la que se sitúa la localidad.

## Historia

### Edad Antigua
Los primeros datos del poblamiento del valle se hallan en los restos prehistóricos del neolítico encontrados en la zona: hachas pulimentadas de Ezcaray, Ojacastro y Tres Fuentes (Valgañón), donde también se localiza una cueva-habitación. La tribu prerromana de los berones ocupó la zona del valle colindante con la tribu celtíbera de los pelendones. Con la conquista de Roma de la península ibérica colonos romanos se establecieron en las faldas de la picota de San Torcuato, en el denominado pago de Balanegra, erigiendo un castro en su cima y dando nombre al colindante pueblo de Ojacastro. A principios del siglo XX varios hallazgos de monedas de tiempos de Trajano, así como túmulos funerarios encontrados en el solar de la ermita de la Virgen de Allende, demostraron la presencia romana en el valle. Durante el reino visigodo la zona queda integrada en el ducado de Cantabria.

### Edad Media
En el año 711, con la invasión musulmana a la península ibérica, el valle quedó despoblado. Durante este periodo los musulmanes erigieron sobre la picota de San Torcuato una atalaya, de la cual hoy en día no quedan vestigios, para guarecer y controlar la entrada del valle. 
En el siglo X el primer rey de Pamplona, Sancho Garcés I, arrebató el valle a los musulmanes. La localidad fue fundada en el siglo X por los reyes navarros con la intención de repoblar las zonas fronterizas. Su nombre proviene del término en euskera haitz-garai, que significa 'peña alta' (actualmente Euskaltzaindia lo acepta como Ezkarai). El nombre hace referencia a la Picota de San Torcuato, una peña de unos 200 m de altura que se alza en la entrada del valle.
El valle fue, hasta el siglo XIV, un reducto del idioma vasco que en comarcas más llanas de La Rioja se había perdido en siglos anteriores. Se da la circunstancia de que en el siglo anterior, la justicia castellana reconoció a los habitantes del cercano pueblo de Ojacastro el derecho a declarar en euskera en los juicios, por ser hablado en la zona.
Al repartir Sancho III los reinos entre sus hijos, cae en manos del heredero del reino de Navarra, García Sánchez III. En 1076 fue anexionado a Castilla, cuando Alfonso VI de Castilla aprovechó el vacío de poder producido tras el asesinato de Sancho Garcés IV por parte de su hermano.
El 24 de abril de 1312, el rey castellano Fernando IV le concedió un fuero poblacional, con objeto de reforzar el valle. Este fuero fue nombrado como Fuero de Valdezcaray o Fuero de Las Villas. El fuero estuvo vigente hasta el siglo XIX, siendo revalidado por varios de los sucesivos monarcas hasta la tercera guerra carlista.
En el siglo XIV, tras la primera guerra civil castellana, Enrique II de Castilla el de las Mercedes cedió tierras en el valle de Ezcaray a las familias Leiva y Manrique de Lara en compensación por su apoyo contra Pedro I el Cruel. A finales del siglo XV la familia Manrique de Lara adquirió las tierras de los Leiva convirtiéndose en los señores del valle y fundando así el señorío de Valdezcaray. El señorío perduró hasta la caída del antiguo régimen en el siglo XIX.

### Edad Moderna
En el siglo XVI, Ezcaray, al igual que las zona serranas de La Rioja, comenzó a desarrollar pequeños talleres de manufactura lanera. Su pequeña producción evolucionó a lo largo del siglo adquiriendo fama en la región. Durante el siglo XVII la industria lanera sufrió un leve retroceso del que no se recuperó hasta el posterior siglo. En el siglo XVIII el marqués de la Ensenada, en un proyecto de desarrollo económico, adoptó el colbertismo, estableciendo las denominadas Reales Fábricas por toda España. Por su riqueza en materias primas y por su tradición lanera, se decidió trasladar la fábrica de paños de Mansilla a Ezcaray, surgiendo de esta manera la Real Fábrica de Paños de Santa Bárbara, denominada así en honor a Bárbara de Braganza, consorte de Fernando VI. Con la fábrica, la villa comenzó una época de auge y bonanza económica, triplicando su población con emigrantes procedentes de varias regiones de España, especialmente vascos y navarros dedicados a la minería, así como especialistas catalanes y belgas. A mediados de siglo, por su mala gestión, la fábrica pasó a manos de los Cinco Gremios Mayores de Madrid.
Entre 1790 y 1801, Ezcaray se integró junto con otros municipios riojanos en la Real Sociedad Económica de La Rioja, la cual era una de las sociedades de amigos del país fundadas en el siglo XVIII conforme a los ideales de la ilustración.

### Edad Contemporánea

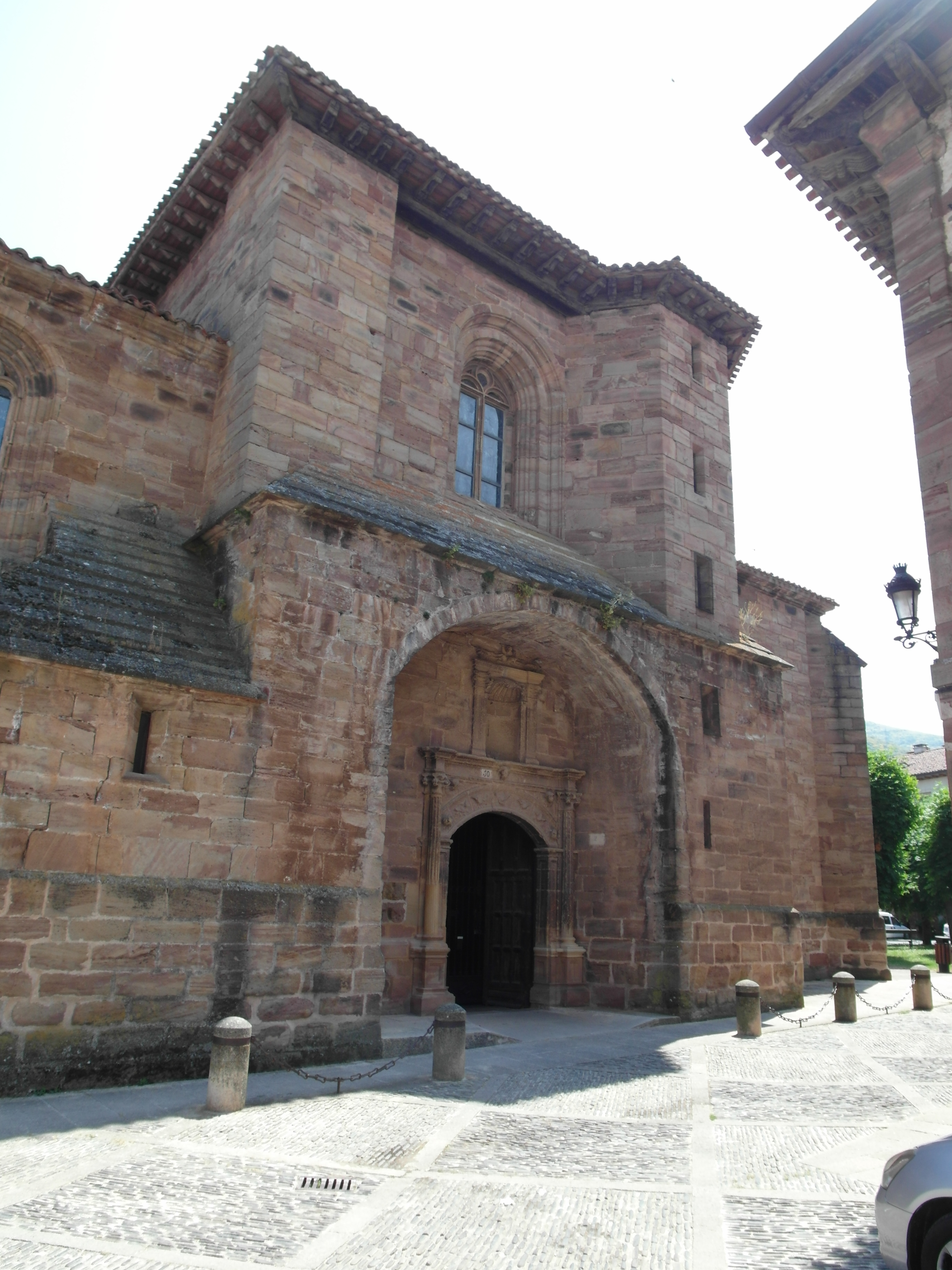
Portada de la iglesia de Santa María la Mayor

A inicios del siglo XIX, la fábrica, y con ello Ezcaray, comenzó un lento declive debido a la falta de calidad de sus tejidos y con el auge de la industria textil catalana.
Durante la Guerra de la Independencia española, por su posición estratégica y por su notable industria, la villa sufrió los desastres del conflicto, tanto bélica como económicamente, convirtiéndose en un punto codiciado. En 1808 las tropas imperiales francesas se establecieron en Haro, y, temiendo el establecimiento de tropas en la zona, exigieron al ayuntamiento de Ezcaray que aportase ganado, textiles de la real fábrica, dinero y demás útiles para la guerra de Portugal. Según fue avanzando el conflicto la presión era cada vez mayor, sin contar, además, la llegada de un regimiento suizo de tropas imperiales a Santo Domingo de la Calzada. Ezcaray, viéndose incapaz de acometer las exigencias en aumento de los franceses, debió vender terrenos, tanto municipales como del cabildo, como por ejemplo el prado del Cardizal, y utilizar los bienes de la cofradía de la Virgen de Allende para poder cumplir con el requerido pago. La falta de pagos hizo que varios contingentes acabaran estableciéndose en la villa, produciendo daños en la industria local. En 1809 las tropas españolas del general Bartolomé Amor emprendieron acciones contra las tropas francesas allí establecidas. En 1812, el guerrillero Espoz y Mina llega con sus tropas a la villa de camino a Burgos, para solicitar al entonces conde duque de Wellington, que en aquellos momentos asediaba la ciudad, que le diera uniformes y pertrechos para la guerra. Pero es aquí donde recibe la noticia de su retirada a Valladolid, levantando el cerco. En 1813, procedente de los montes de Oca, el cura Merino libera la villa de manos de los franceses. Para impedir que el pueblo sea retomado, el 25 de marzo el general Longa envía un batallón para proteger el pueblo. El 18 de junio un contingente francés en retirada, de 5000 hombres y 300 caballos, ataca la villa que es guarecida por el batallón de las tropas del 4.º ejército español. Los españoles resisten el ataque durante tres horas. Tras ello, granaderos españoles apoyados por dos piezas de artillería se lanzaron sobre las tropas francesas, arrojándolas hacia las afueras sobre los campos de El Cardizal, dando fin a la batalla.
En la primera guerra carlista, la villa volvió a padecer las consecuencias de la guerra. En 1834, tras sucesivas victorias, el caudillo carlista Tomás de Zumalacárregui emprendió una campaña con el objetivo de tomar Ezcaray y hacerse con la fábrica de paños de lana para la producción de uniformes de invierno. El general carlista conde de Negri asedió Ezcaray, obligando a los milicianos del regimiento de África a retirarse al edificio del fuerte, donde se guarnecía el resto del batallón. Tras la imposibilidad de mantener el ataque, los carlistas se retiraron a Quintanar. Finalizada la contienda la fábrica quedó en la bancarrota y en 1845 acabó clausurándose.

## Demografía
Cuenta con una población de 2098 habitantes (INE 2024).
| Gráfica de evolución demográfica de Ezcaray entre 1842 y 2021                                                         |
| |
| Población de derecho según los censos de población del INE. Población de hecho según los censos de población del INE. |

### Población por núcleos
Desglose de población según el Padrón Continuo por Unidad Poblacional del INE.
| Núcleos    | Habitantes (2014) | Varones | Mujeres | Notas                     |
| ---------- | ----------------- | ------- | ------- | ------------------------- |
| Ezcaray    | 1955              | 1006    | 949     |                           |
| Altuzarra  | 0                 | 0       | 0       | Despoblado en el siglo XX |
| Ayabarrena | 6                 | 3       | 3       |                           |
| Azárrulla  | 21                | 17      | 4       |                           |
| Cilbarrena | 0                 | 0       | 0       | Despoblado en el siglo XX |
| Posadas    | 7                 | 3       | 4       |                           |
| San Antón  | 5                 | 5       | 0       |                           |
| Turza      | 9                 | 4       | 5       |                           |
| Urdanta    | 25                | 15      | 10      |                           |
| Zaldierna  | 18                | 13      | 5       |                           |

## Economía

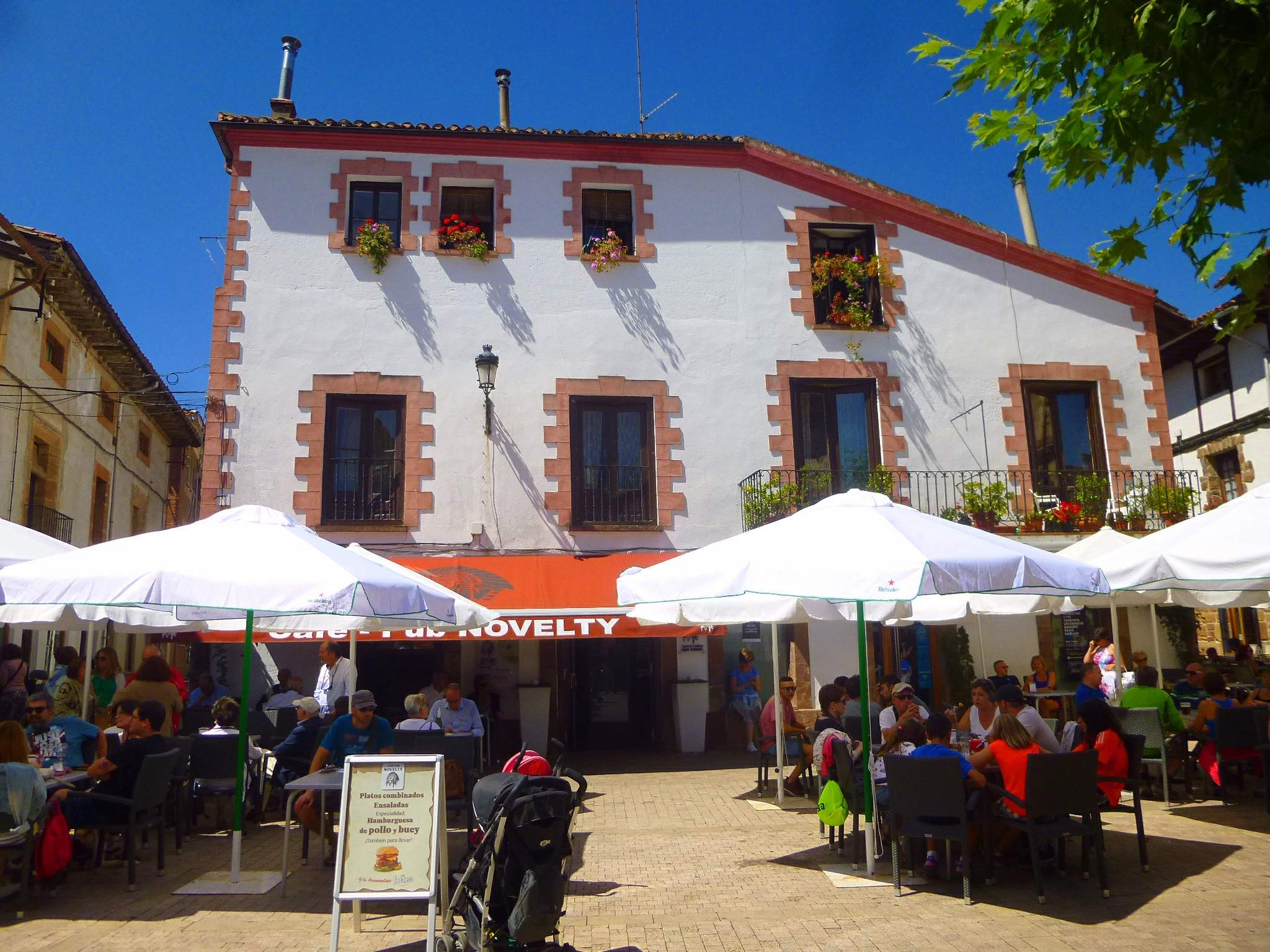
Terraza en Ezcaray

El turismo es la principal actividad a día de hoy. La buena conservación del casco antiguo, sus monumentos, el comercio, la artesanía del valle y la micología están entre los principales reclamos.
A tan sólo 14 km de Ezcaray se encuentra la estación de esquí de Valdezcaray, que hace de la villa un punto estratégico del turismo de montaña.
Otra importante actividad económica es la industria maderera: existen fábricas de butacas, muebles, perchas y otros artículos de madera.

### Evolución de la deuda viva
El concepto de deuda viva contempla sólo las deudas con cajas y bancos relativas a créditos financieros, valores de renta fija y préstamos o créditos transferidos a terceros, excluyéndose, por tanto, la deuda comercial.
| Gráfica de evolución de la deuda viva del ayuntamiento entre 2008 y 2016                             |
| |
| Deuda viva del ayuntamiento en miles de Euros según datos del Ministerio de Hacienda y Ad. Públicas. |

La deuda viva municipal por habitante en 2014 ascendía a 439,09 €.

## Administración y política
| Periodo   | Nombre                                      | Partido   |
| --------- | ------------------------------------------- | --------- |
| 1979-1983 | José Antonio Cornejo Vitoria                | PSOE      |
| 1987-1991 | Manuel Ángel Vilches Martín                 | PSOE      |
| 1991-1995 | Rodolfo Valgañón Mateo                      | PRP       |
| 1995-1999 | Fernando Sanz Úbeda                         | PP        |
| 1999-2003 | Fernando Sanz Úbeda                         | PP        |
| 2003-2007 | Jesús Garrido Arrea/ Juan Carlos Sáez Gómez | PSOE / PP |
| 2007-2011 | Jesús Garrido Arrea                         | PSOE      |
| 2011-2015 | Diego Bengoa de la Cruz                     | PP        |
| 2015-2019 | Diego Bengoa de la Cruz                     | PP        |
| 2019-2023 | Gonzalo Abajo Monge                         | PSOE      |
| 2023-act. | Diego Bengoa de la Cruz                     | PP        |

## Cultura

### Patrimonio

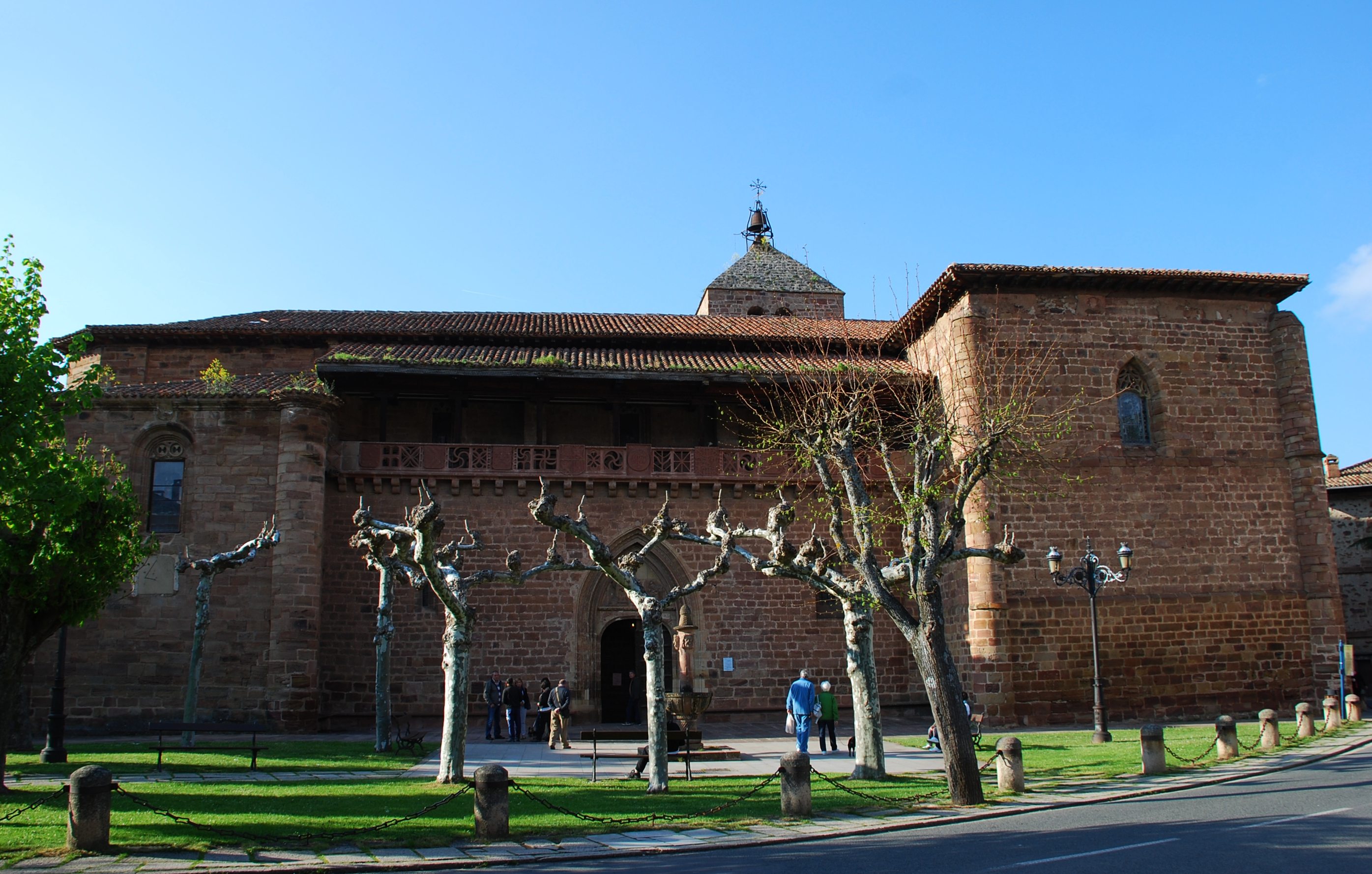
Iglesia de Santa María la Mayor

Ezcaray posee un gran patrimonio natural. Es el tercer término municipal de La Rioja por extensión, y el primero en superficie forestada. El término municipal tiene unos 140 km²; la mayor parte de estos (110 km²) son propiedad del ayuntamiento. 
Ezcaray posee uno de los conjuntos de arquitectura popular más interesantes de La Rioja. Las viviendas constan a menudo de tres plantas, de las que la planta baja se reservaba a la cuadra. La primera planta es la vivienda propiamente dicha y la segunda se utiliza como almacén para el forraje del ganado.

#### Monumentos
- Iglesia de Santa María la Mayor: Edificio del siglo XVI, único ejemplo de estilo gótico aragonés en la Rioja. La estructura actual está edificada sobre otra construcción anterior de estilo románico. El retablo mayor es del siglo XVI, de gran interés, como lo es también el museo existente en su sacristía, que reúne tallas de las iglesias de las aldeas del municipio. Fue declarada Bien de Interés Cultural en la categoría de Monumento el 11 de octubre de 1967.[11][12]

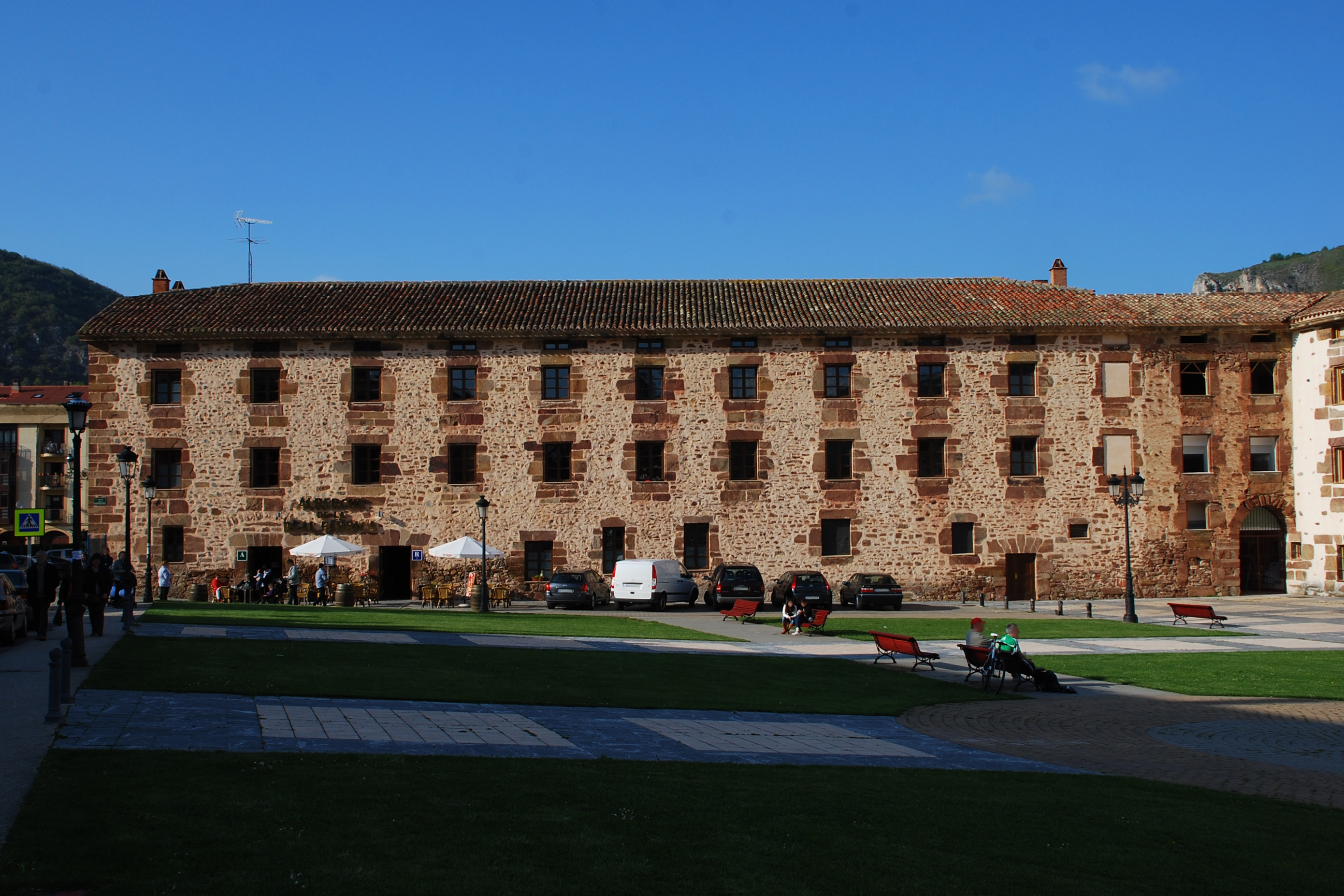
Real Fábrica de Paños

- Real Fábrica de Santa Bárbara: la Real Fábrica de Tejidos de Santa Bárbara se fundó en 1752. Fue apoyada por el ministro marqués de la Ensenada y llevó el nombre de la mujer de Fernando VI, doña Bárbara de Braganza. En 1773, bajo el reinado de Carlos III, se le concedió el privilegio de Compañía Real, pasando a denominarse Compañía Real de San Carlos y Santa Bárbara de la villa de Ezcaray. La Casa de Tintes, también conocida como «El Fuerte», se construyó con materiales incombustibles, después del incendio que asoló buena parte de la Real Fábrica en 1785. A principios del siglo XIX comenzó su declive debido al retraso tecnológico, hasta su desaparición.[13] Fue declarada Bien de Interés Cultural en la categoría de Monumento el 29 de octubre de 1992.[11] Actualmente ha sido reconvertida en albergue.
- Palacio del Ángel: construido a mediados del siglo XVIII. En su fachada se puede observar un escudo cuartelado de estilo rococó, así como una hornacina con la imagen cerámica de San Miguel.[13]

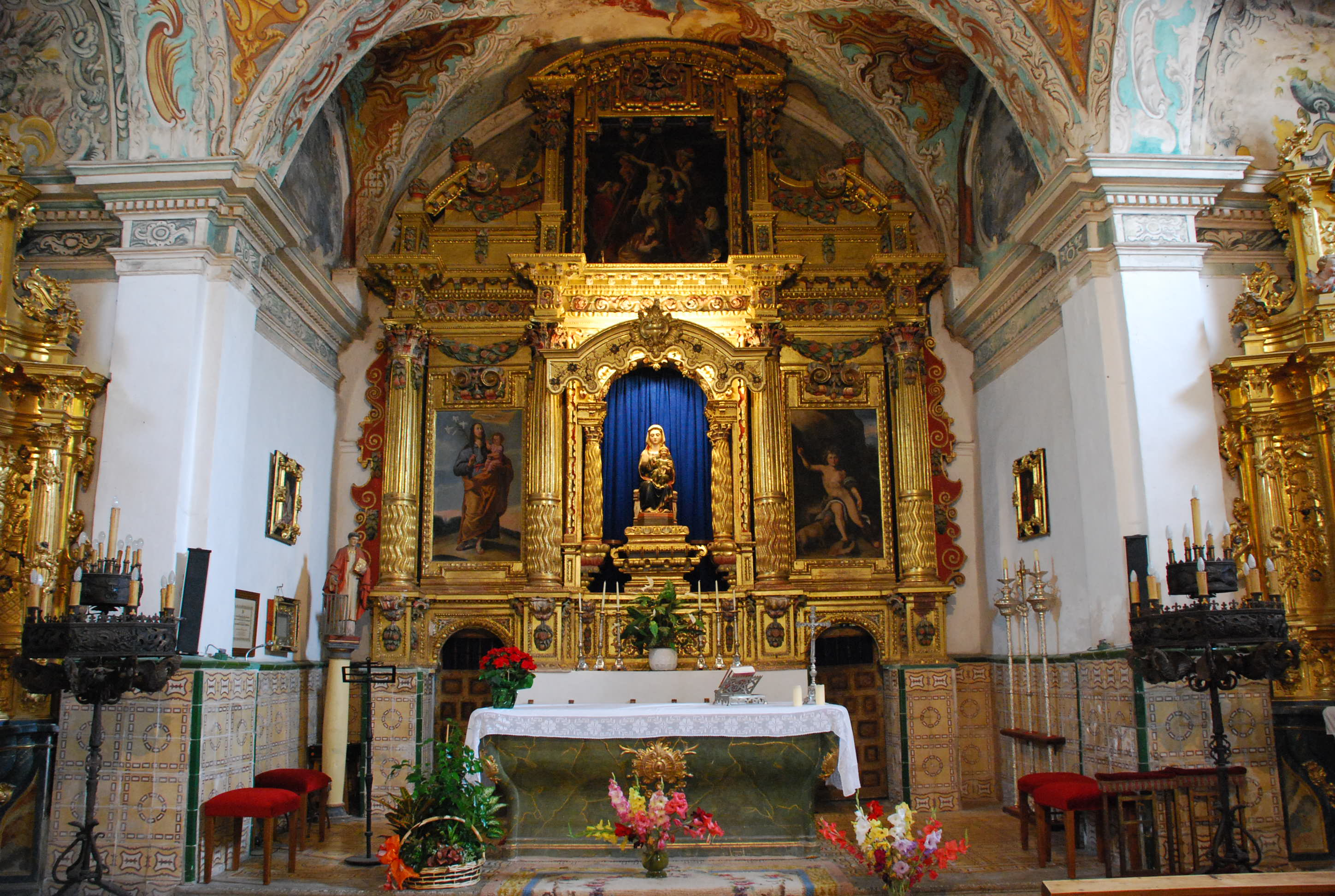
Retablo de la ermita de Allende

- Ermita de la Virgen de Allende: ermita de una sola nave construida en sillería y mampostería típica de la zona. Esta ermita de trazas barrocas se reedificó de una anterior acabándose la actual en el año 1670. Posteriormente en 1710 se añadió la casa de los ermitaños, adosada a los pies del templo. Destacan en su interior las pinturas murales del camarín de 1706, la magnífica colección de cuadros de los "Ángeles Arcabuceros" donados por el arzobispo de Lima Ángel Barroeta, y la imagen de la Virgen de Allende, patrona de Ezcaray y su comarca, datada a principios del siglo XIV.

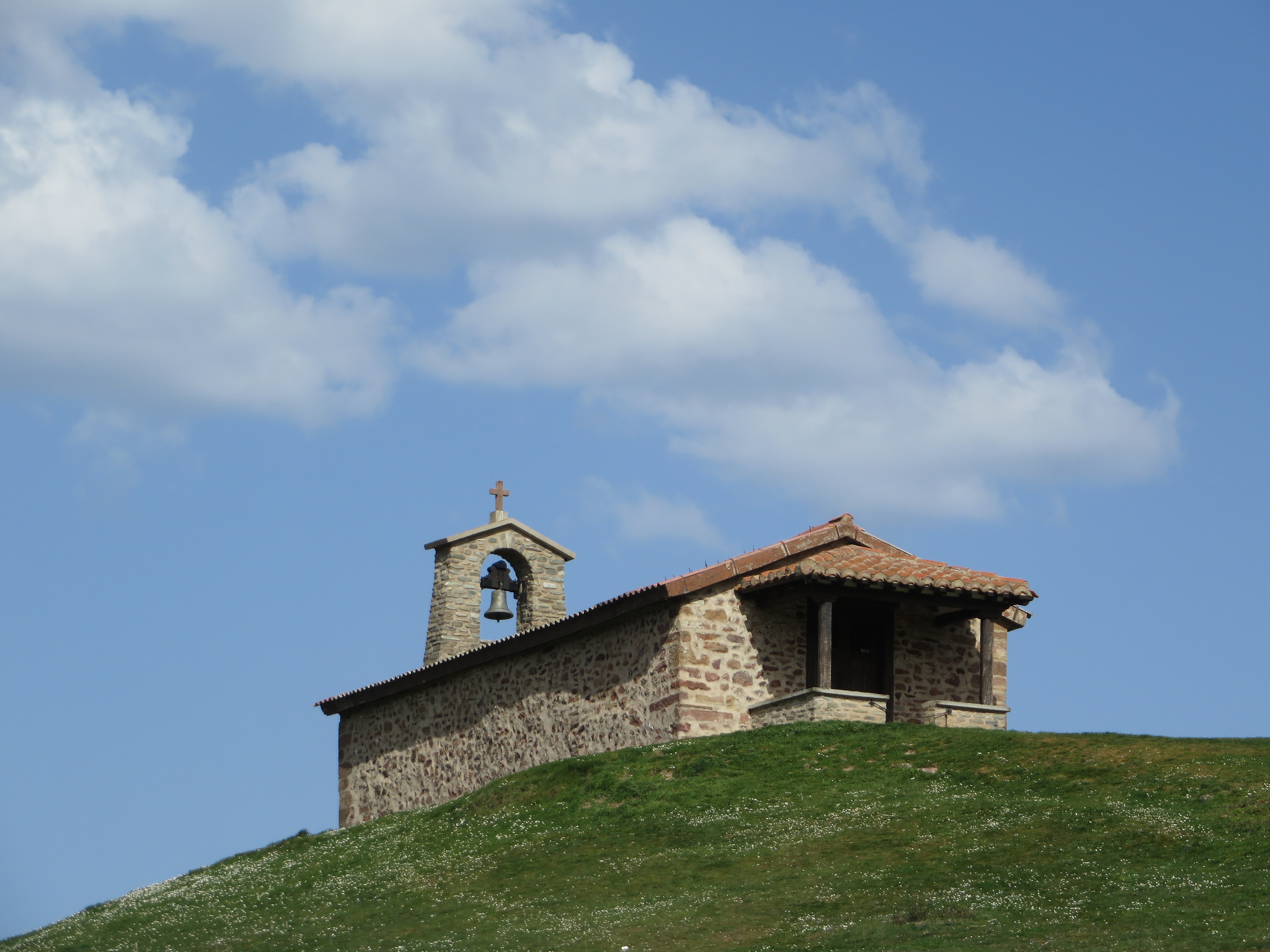
Ermita de Santa Bárbara

- Ermita de Santa Bárbara: ermita de una sola nave de piedra de sillería y mampostería reconstruida en el siglo XVI de una anterior más antigua de planta circular. Se encuentra en la cima del monte con el mismo nombre. Los orígenes de esta ermita están en una torre de vigilancia del siglo XI, periodo de gran inestabilidad en el valle por las continuas guerras fronterizas entre los reinos de Castilla y Navarra. Alberga en su interior una imagen de Santa Bárbara, busto relicario del siglo XVI, con policromía del siglo posterior muy desgastada.
- Palacio de Barroeta: construido en el siglo XVIII. Destacan en su fachada dos escudos de los Fernández de Tejada.

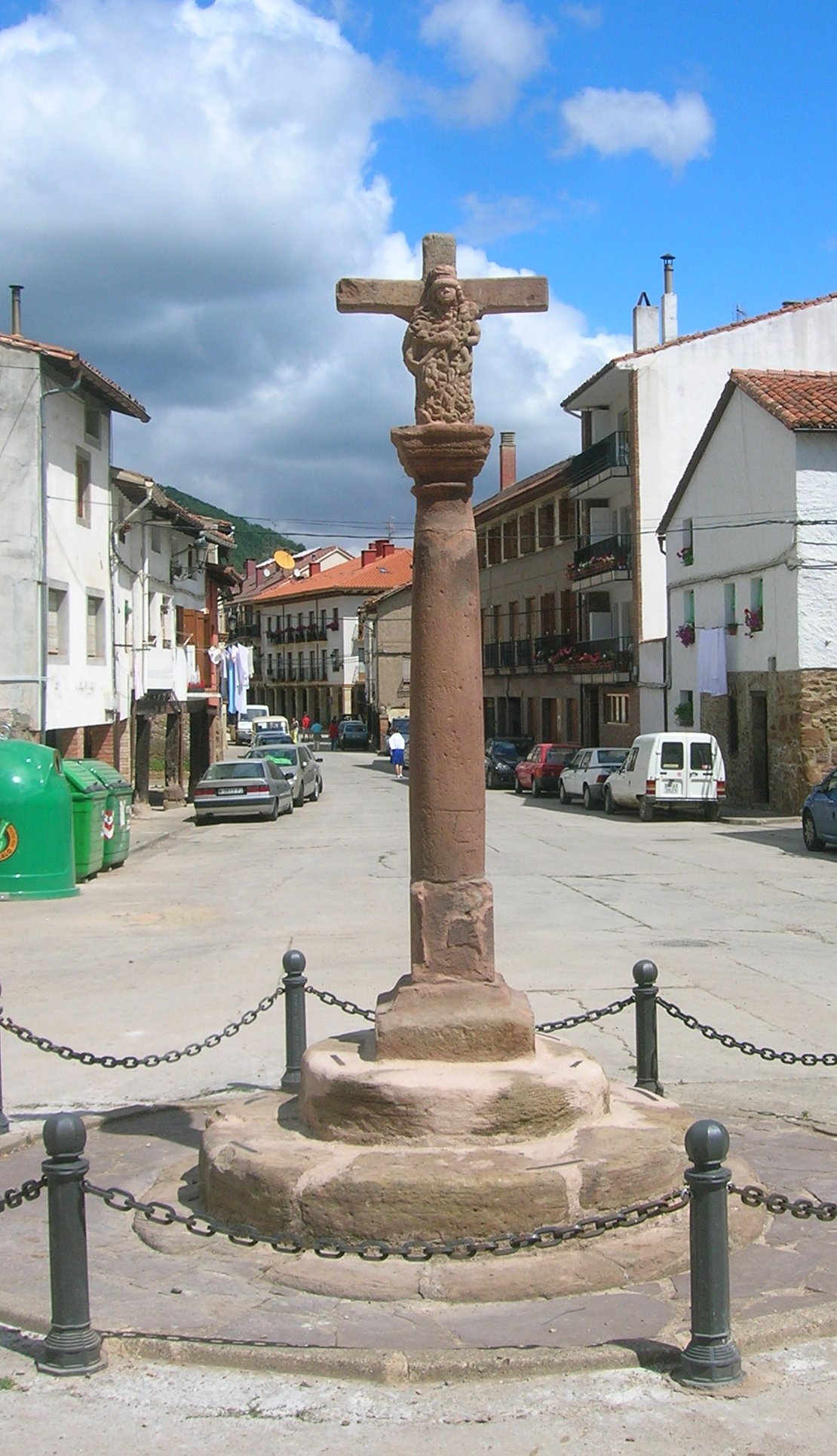
Crucero de San Lázaro

- Crucero de San Lázaro: del siglo XVI aunque parcialmente reconstruido en el siglo XX. En la cruz se encuentran las imágenes de Cristo y de la Virgen con el Niño.

### Actividades

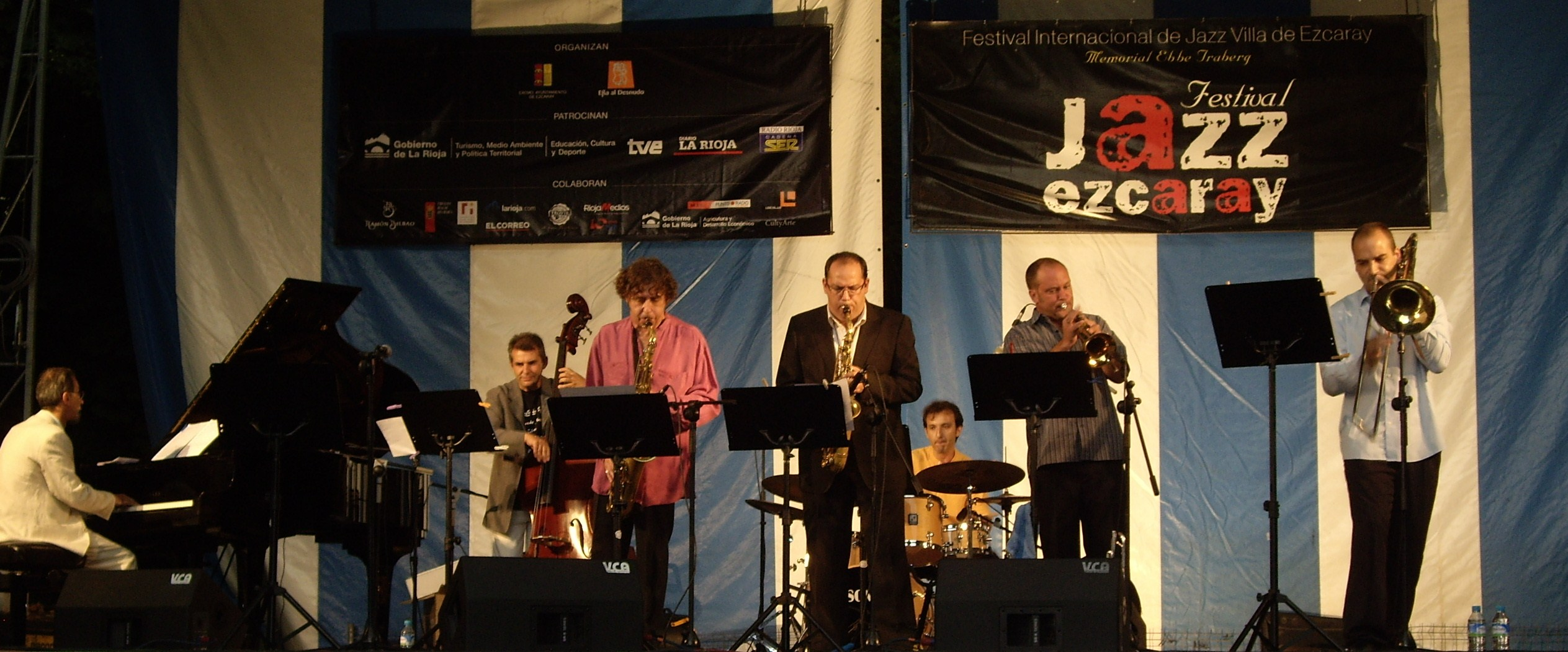
Actuación en el festival de jazz

Por ser Ezcaray la primera villa turística de La Rioja, es una localidad muy activa. En la primera quincena del mes de julio se celebra desde 1996 un festival internacional de jazz con actuaciones en ocho escenarios diferentes: parque de Tenorio, Albergue de la Real Fábrica, Echaurren, Casa Masip, pub Troika, plaza de la Verdura, iglesia de Santa María la Mayor y bar La Estación. Además, se organizan jornadas micológicas en la conocida como Plaza de la Fuente para enseñar a los visitantes a buscar setas, seleccionarlas y sobre todo, diferenciarlas. Desde hace algunos años, el ayuntamiento también organiza concursos de pintura y fotografía para acercar a la población a este arte, y ha recuperado la figura del poeta bohemio Armando Buscarini.

### Fiestas
- Las Habas de San Benito: 21 de marzo. Tradición de origen medieval que rememora la antigua costumbre de los monjes del priorato de Santa María de Ubaga (situado en las cercanías de la aldea de Cilbarrena) de repartir habas a los pobres de Ezcaray y las aldeas de alrededor. Hoy en día, alrededor del 21 de marzo los cofrades continúan la tradición preparando calderos de habas para ofrecer platos a los vecinos que se acerquen.
- Las aleluyas: Domingo de Resurrección: Tras la celebración de la misa, las autoridades y los miembros de la banda municipal lanzan desde el balcón de la iglesia a la plaza grandes cantidades de caramelos y una buena cantidad de dinero a los expectantes pequeños y jóvenes. La lucha entre los más jóvenes por atrapar al vuelo los billetes e incluso, para los más valientes, de escalar por el frontón de la iglesia para coger los billetes enganchados se ha convertido en todo un espectáculo.
- Santa Bárbara:[15] mayo (lunes de Pentecostés). Consideradas las fiestas más tradicionales de la villa, consisten en ir de romería hasta la ermita de Santa Bárbara, situada a poca distancia. Terminada la ascensión, tiene lugar una misa y una procesión en la que las mujeres portan la imagen de la santa. Tras una ociosa comida, es costumbre bajar al son de la música a la conocida como plaza del quiosco, para allí dar vueltas alrededor del mismo al ritmo de la canción ¡Ay, mamá, cuánto me quiere mi novio!.
- Fiestas de San Lorenzo: 10 de agosto. Siendo este el día del patrón de la localidad, se celebran durante toda la semana varias actividades para el disfrute tanto de los residentes como de los numerosos visitantes que acuden a la villa. Se da comienzo a las fiestas con el lanzamiento de cohetes desde el viejo ayuntamiento, que indican la salida desde el mismo de los gigantes y cabezudos que harán pasar una mañana de nerviosismo a los más pequeños. Hacia la 1 del mediodía del mismo día se reparte en la plaza del quiosco una ración de choricillo acompañada de una jarrita de vino de la tierra a todos los asistentes. El día del patrón, tiene lugar una romería al monte que lleva su nombre; se parte a las 6 de la mañana de la plaza de la Paz para llegar a una misa en la ermita. Se ofrece a los romeros que lo deseen un autobús desde Valdezcaray para el regreso. También son de destacar otras actividades como el torneo de pelota en el frontón municipal, el concurso de Calderetes en la plaza de Tenorio, la ‘chocolatada’ en el mismo lugar a cargo de la Asociación de Amas de Casa, la tradicional carrera Violeta Villanueva conocida tradicionalmente como ‘Puente a puente’ precisamente por su recorrido y el tiro al plato en el campo de tiro del Molino organizado por la Asociación de Caza y Pesca. Para los más pequeños, se organiza un parque infantil en el frontón del Tenorio que alegra la mañana a todos los asistentes.
- Nuestra Señora de Allende: 24 de septiembre. En honor de la Virgen de Allende, patrona de Ezcaray. Se va en romería hasta la ermita de la patrona (a la cual se llega subiendo por el camino de detrás de la vieja estación) para trasladar a la virgen desde la iglesia de Santa María la Mayor. También tienen lugar bailes y formación de corros tradicionales alrededor del quiosco en la plaza del Conde de Torremuzquiz.
- San Juan: 24 de junio. En honor del santo se va en romería hasta Cilbarrena, una abandonada aldea. Allí, en las campas de la iglesia, la cofradía de San Juan reparte vino con gaseosa y se sortea un cordero.

### Deporte
El equipo de la localidad es el C.D. San Lorenzo, que ha jugado en 3.ª División y milita actualmente en la Regional Preferente de La Rioja.

### Cine y televisión
En 2015 Televisión Española comenzó a emitir la serie de ficción policíaca Olmos y Robles, rodada y ambientada en parte en Ezcaray.